# Walther Baerwolff

Walther Baerwolff, ca. 1933

Walther Baerwolff (* 17. Dezember 1896 in Stuttgart; † 8. Juni 1969 in München) war ein deutscher Lehrer und Politiker (DNVP).

## Leben
Walther Baerwollf wurde als Sohn von Heinrich Baerwolff, welcher aus Dachau bei Erfurt stammte, und seiner Frau Helene, geb. Menze aus Oranienbaum, geboren.
Vom 4. August 1914 an nahm er am Ersten Weltkrieg teil, in dem er in Flandern und Polen zum Einsatz kam. Als Kriegsfreiwilliger kam er in das Infanterie-Regiment 125 und wurde am 1. August 1915 schwer verletzt. In der Folge dadurch dienstunfähig begann er ein Studium der neuen Philologie, erst an der Universität in Stuttgart, dann an der Universität Tübingen. Während seines Studiums wurde er 1917 Mitglied der Landsmannschaft Ulmia Tübingen. Von Januar 1918 bis Ende Juli 1918 war er im vaterländischen Hilfsdienst eingesetzt und setzte dann sein Studium nun an der Universität Marburg und dann wieder in Tübingen fort. 1919 legte er seine Dissertation an der Universität Tübingen mit dem Titel Der Graf von Essex im deutschen Drama vor. Ein Jahr später folgte das Staatsexamen für das höhere Lehramt in Marburg. Anschließend übte er den Lehrerberuf aus.
Politisch betätigte Baerwolff sich seit den frühen 1920er Jahren in der Deutschnationalen Volkspartei (DNVP). 1922 übernahm er das Amt des Hauptgeschäftsführers der DNVP in Bayern, wo er von November 1924 bis November 1932 Landtagsabgeordneter war.
Bei der Reichstagswahl vom November 1932 wurde Baerwolff in den Reichstag gewählt, dem er als Vertreter des Wahlkreises 24 (Oberbayern-Schwaben) bis zum November 1933 angehörte. Während seiner knapp einjährigen Abgeordnetenzeit stimmte er unter anderem für die Annahme des Ermächtigungsgesetzes im März 1933. Die Machtergreifung in Bayern Mitte März 1933 veranlasste Baerwolff dazu ein Protestschreiben an den Vizekanzler Franz von Papen zu verfassen. Er führte die Willkür der SA auch gegen die jüdische Bevölkerung an und kommt zu dem Schluss, dass in Bayern keine Zusammenarbeit zwischen DNVP und NSDAP möglich sei. Er beschwor vergeblich die durchsetzende Autorität des Reichspräsidenten. Ab Mai 1933 begann die Auflösung der DNVP, welche Ende Juni 1933 auf Druck der NSDAP vollzogen wurde. Ende 1933 schied er dann aus der Politik aus.
Baerwolff war Mitglied des sogenannten Deisenhofener Kreises um Rupprecht Gerngross, welcher sich wohl ab ca. 1933 bei Gerngross in Deisenhofen mit dem Ziel politische Diskussionen unter Gleichgesinnten zu führen und daraus Widerstandsgruppen gegen den Nationalsozialismus zu bilden zusammenfand. Diese Zusammenkünfte wurden hauptsächlich im Rahmen der Spruchkammerverfahren nach dem Krieg thematisiert bzw. dokumentiert. Baerwolff soll auch den Kontakt vom Deisenhofener Kreis zum Sperr-Kreis aufgebaut haben. Ab 1935 war er Direktionssekretär der Bayerischen Versicherungsbank.
Von 1949 bis mindestens 1959 war Baerwolff Vorstandsmitglied der Bayerischen Versicherungsbank.